# Гепферсдорф
Гепферсдорф (њем. Göpfersdorf) општина је у њемачкој савезној држави Тирингија. Једно је од 40 општинских средишта округа Алтенбургер Ланд. Према процјени из 2010. у општини је живјело 238 становника. Посједује регионалну шифру (AGS) 16077011.

## Географски и демографски подаци
Гепферсдорф се налази у савезној држави Тирингија у округу Алтенбургер Ланд. Општина се налази на надморској висини од 260 метара. Површина општине износи 5,9 km². У самом мјесту је, према процјени из 2010. године, живјело 238 становника. Просјечна густина становништва износи 40 становника/km².